# 矢部川

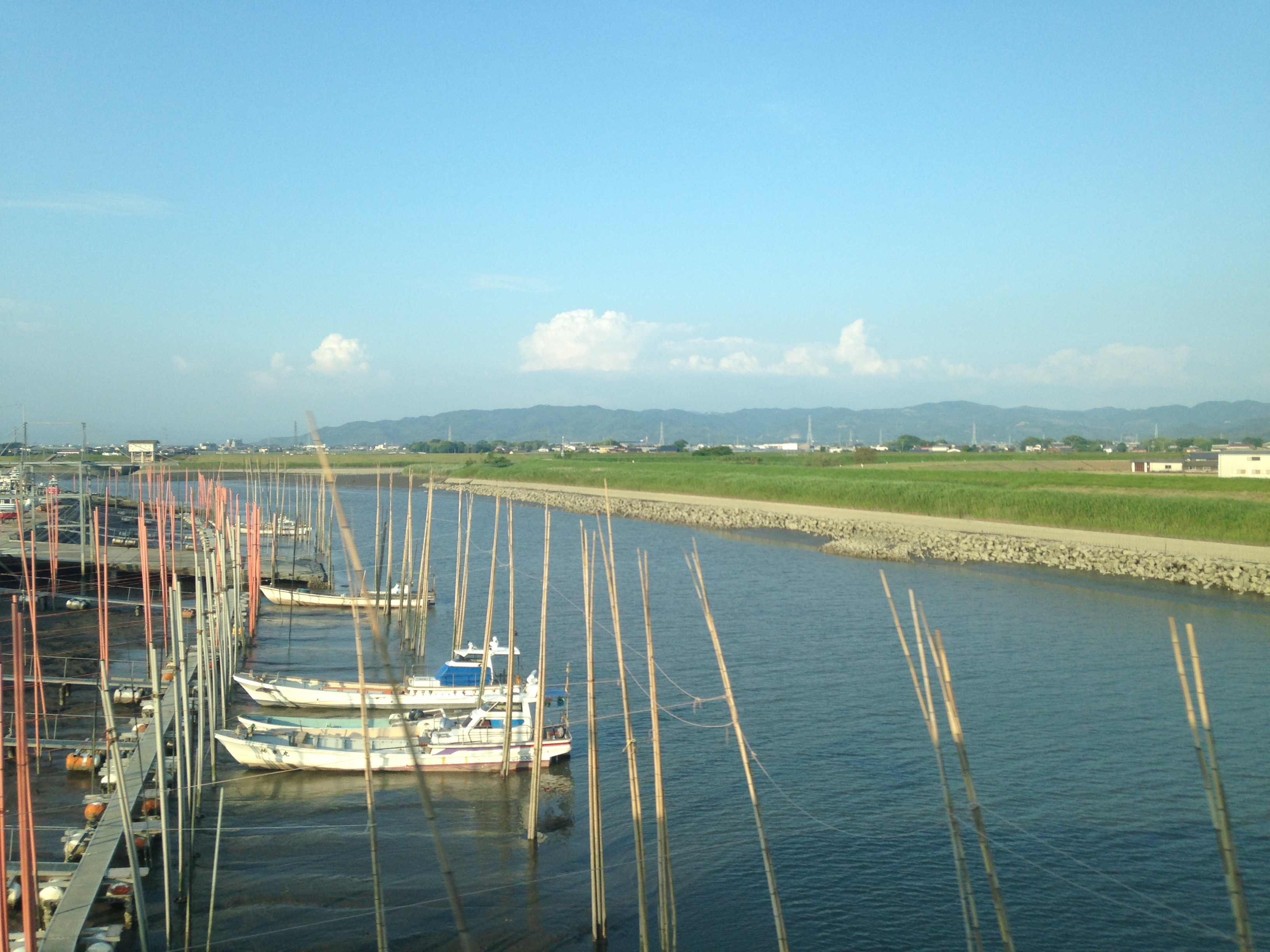
西鉄天神大牟田線の列車内から撮影する矢部川

矢部川（やべがわ）は、福岡県の南部を流れる一級水系の本流である。

## 語源
源流部の「矢部」という地名に由来すると言われる。「矢部」の語源については主に2つの説があり、定かではない。
- 『日本書紀』巻第七の景行天皇九州巡幸の記事に見出す説がある。八女地方に巡幸してきた景行天皇が、その険しく美しい山の中に神が有るかと尋ねると、水沼県主猿大海が、八女津媛という女神が常に山中に居ると答えた。つまり、八女の地名は八女津媛の「八女」によって生まれた。さらに八女津媛神社が山奥の矢部村に鎮座していることから、奥の「八女」が「矢部」になった説がある。
- 「ヤ」は山の意、「ベ」は辺の意で、湿地に沿った地であるところから生まれた地名ではないかとも言われている。

## 地理
八女市矢部村の三国山に源を発し、上流から中流域にかけては筑肥山地の北縁を西に流れ、星野川などいくつかの支流を合わせたのち八女市において扇状地を形成する。下流域では沖端川などを分派しつつ三角州・干拓地を形成し、同県柳川市大和町大坪と同県みやま市高田町昭和開の境界から有明海に注ぐ。流域内人口約188,000人。
河床勾配は上流部では約1/80～1/200程度と急勾配であり、中流部で約1/350～1/700程度、下流部では約1/2,000～1/10,000程度となっている。矢部川の流量は変動が大きく古くから洪水や干害を引き起こしてきた。この流量の変動を調節するために、堰の建設やクリークを使った利水が発達した。また、1959年には治水・利水を目的とした日向神ダムが建設された。

## 歴史
- 矢部川の八女市の南側に当たる部分は、江戸時代の久留米藩および柳川藩の境界となっており境川と呼ばれていた。両藩による水利権を巡る勢力争いがあったという。
- 河口付近のみやま市瀬高町と柳川市大和町の境界部の矢部川は、瀬高町と柳川市三橋町との境界に比べて蛇行が少ない。これは、1645年頃の矢部川大改修によるもので、この付近の地名に改修の名残が見受けられる。
- 大正年間までは水田村（現筑後市）で漁獲される金の鮎は名物となっていた。しかし、第一次世界大戦の好景気で屋形船が増え、水藻を削ぎ落とすなど河川環境が変化したため姿を消した[4]。

## 流域の自治体
福岡県
八女市、筑後市、柳川市、みやま市

## 主な支流
上流から（分派の記述がなければ流入）。出典：矢部川水系河川整備計画 (54/79) 福岡県 (PDF) 。
- 御側川（おそばがわ）
- 樅鶴川（もみづるがわ）
- 剣持川（けんもちがわ）
- 笠原川
- 田代川
- 星野川
  - 龍川内川（りゅうがわうちがわ）
  - 広内川（ひろうちがわ）
  - 横山川
  - 下横山川（しもよこやまがわ）
- 花宗川（はなむねがわ）[5] - 矢部川から分派して筑後川へ流入
- 辺春川（へばるがわ）
  - 松尾川
- 白木川（しらきがわ）
- 沖端川（おきのはたがわ） - 矢部川から分派
  - 塩塚川（しおつかがわ） - 沖端川から分派
  - 二ツ川（ふたつがわ） - 沖端川から分派
    - 二ツ川放水路 - 二ツ川から分派して沖端川へ流入
- 吉岡川
- 飯江川（はえがわ）
  - 待居川（まちいがわ）
  - 大根川（だいこんがわ）
- 楠田川

## 橋梁
- 船小屋観光橋（ガタガタ橋） - 国道209号の150m上流に架かる歩行者専用橋。流れ橋。
- 西鉄天神大牟田線矢部川橋梁（西鉄中島駅 - 江の浦駅間）
- 矢部川大橋 - 有明海沿岸道路（国道208号高田大和バイパス）の橋。

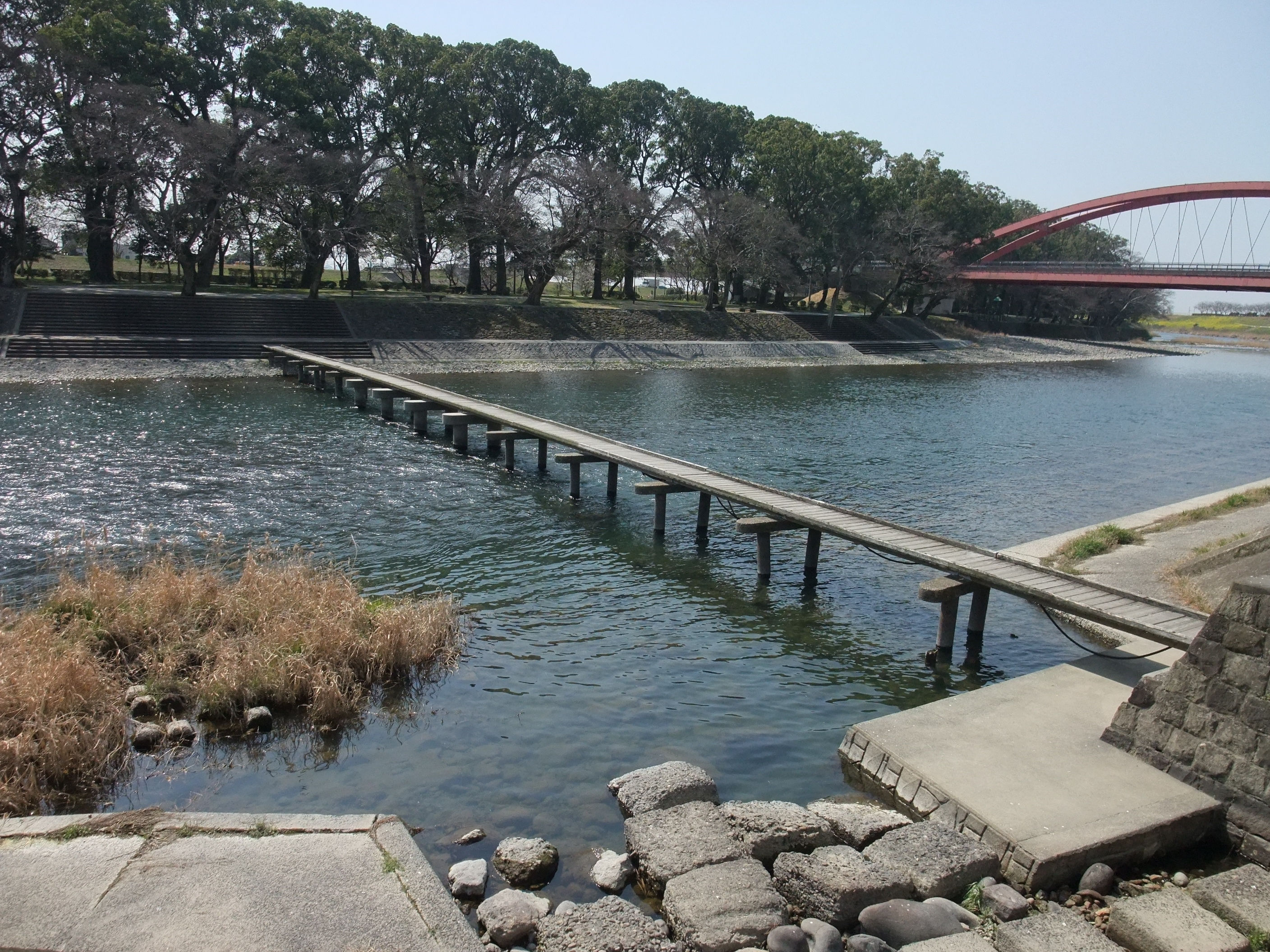
ガタガタ橋
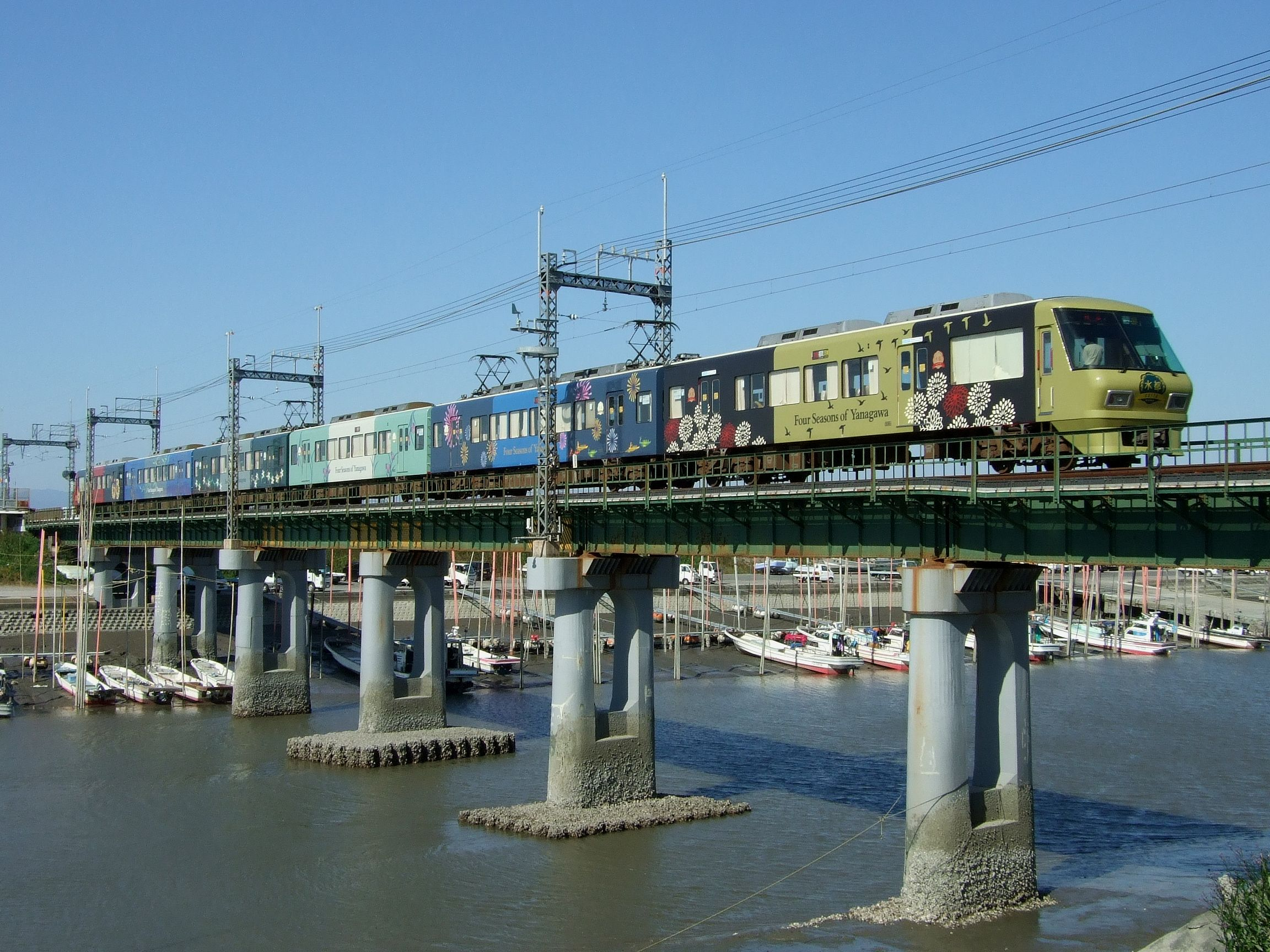
西鉄天神大牟田線の矢部川橋りょう（柳川・みやま両市間）
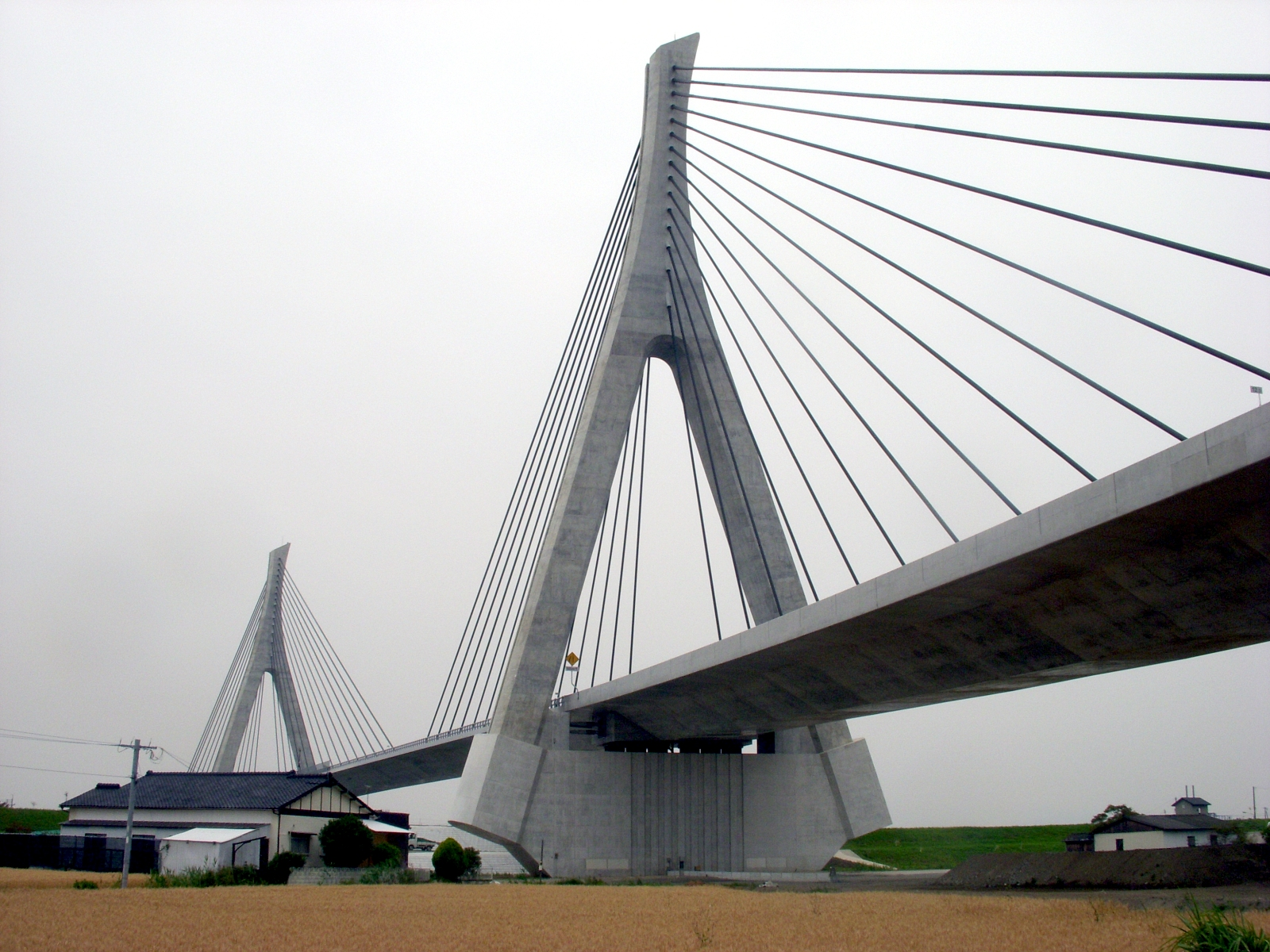
有明海沿岸道路　矢部川大橋（架橋下より撮影）